# Peonidina
Peonidina é um composto orgânico. É um pigmento que faz parte da categoria das antocianinas, produzindo uma coloração púrpura. Está presente em frutas como: uva, jabuticaba e cereja e em flores como a glória-da-manhã e peônia.

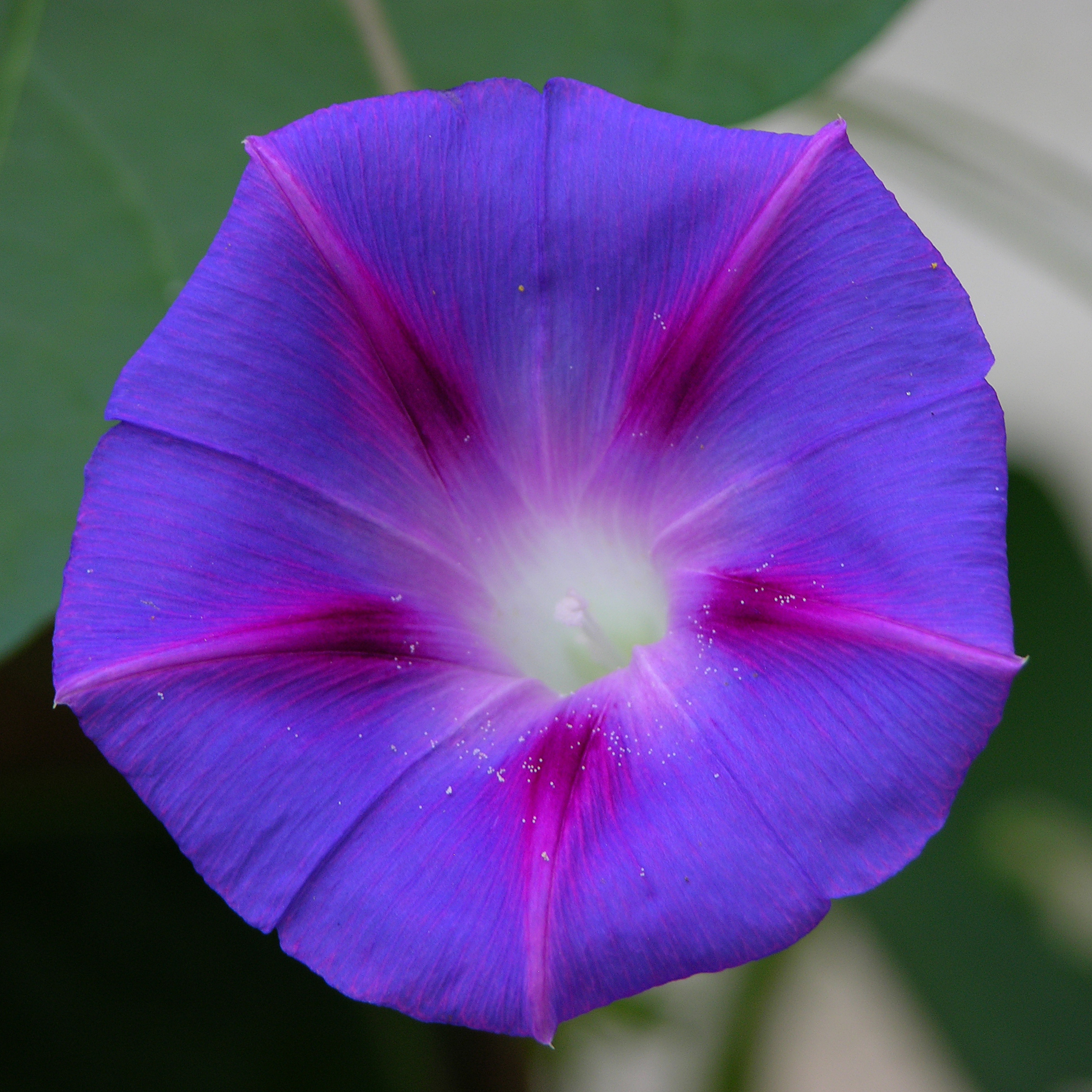
A peonidina é um dos principais pigmentos da flor de Ipomoea purpurea.

Tal como a maioria antocianidinas, a peonidina é sensível ao pH e muda de vermelho para azul quando o pH sobe. Isso acontece porque o cromóforo é formado por um conjunto de duplas ligações conjugadas. Quando o pH é alterado, a extensão da conjugação (das ligações duplas) é alterado, que altera o comprimento de onda da energia luminosa absorvida pela molécula. Em pH 2,0 é vermelho cereja; em 3,0 um rosa forte; na 5,0 vermelho de uva tinta, e em 8,0 torna-se um azul profundo, ao contrário de muitas antocianidinas, no entanto, é estável em pH mais elevados, e foi, de fato isolado como corante azul da glória-da-manhã (Ipomoea tricolor Cav cv).